# Terramax

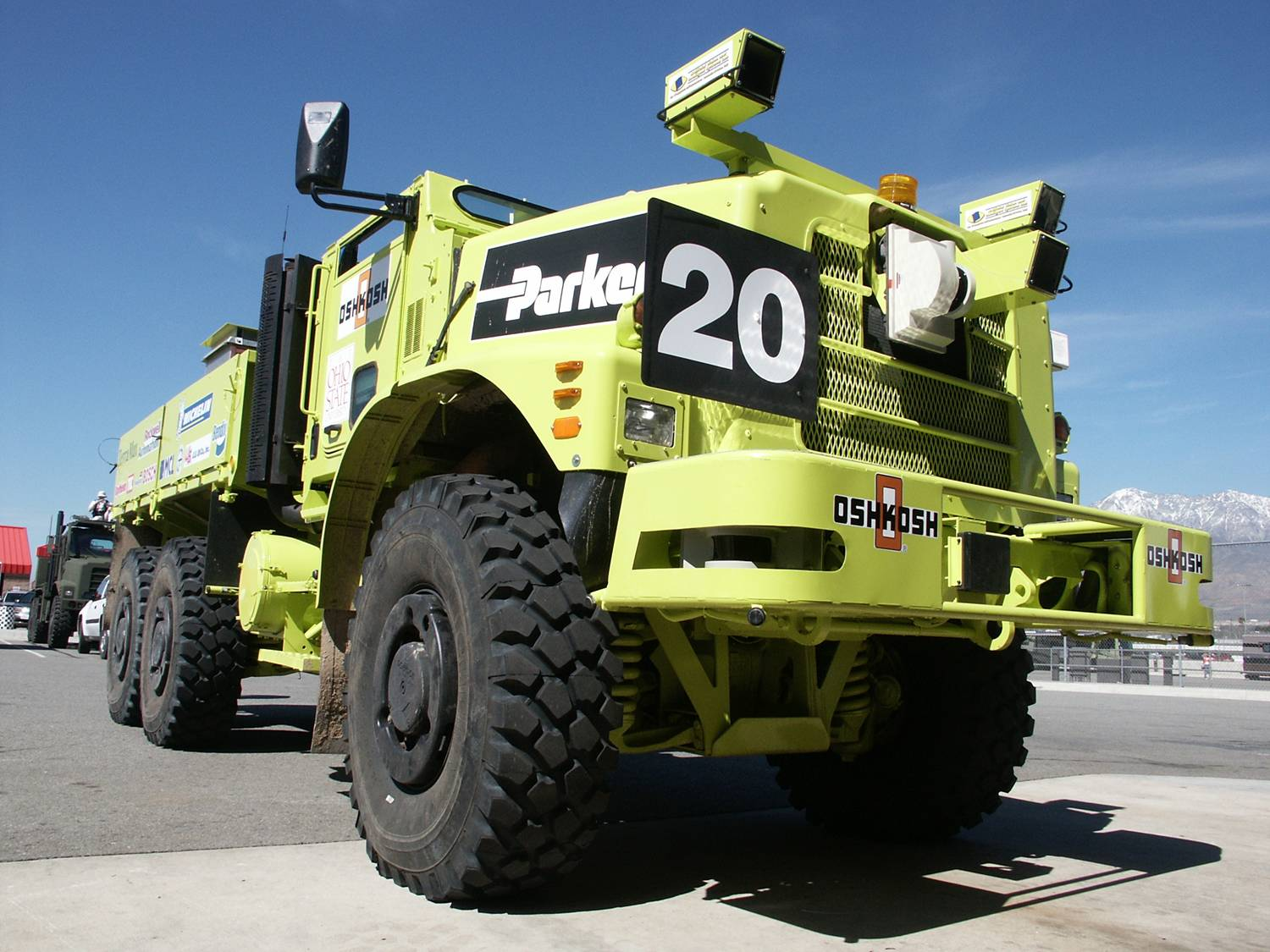
Terramax vid DARPA Grand Challenge 2004.

Terramax är ett förarlöst markgående fordon tillverkat av Oshkosh Truck Corporation som deltagit 2004 och 2005 i den återkommande tävlingen DARPA Grand Challenge anordnad av DARPA.